# David Berman (artiste)
Pour les articles homonymes, voir David Berman et Berman.
David Cloud Berman (né David Craig Berman le 4 janvier 1967 à Williamsburg en Virginie et mort le 7 août 2019 à New York) est un chanteur, poète et musicien américain.
Il est principalement connu pour avoir fondé le groupe d'indie rock Silver Jews dont il fut le seul membre permanant,.,

## Biographie
David Craig Berman est né le 4 janvier 1967 en Virginie et grandit principalement au Texas. Son père, Richard Berman, est un lobbyiste puissant et controversé dont David Berman désapprouvera fortement les actions. 
À l'adolescence, il découvre la littérature et les drogues. A l'Université de Virginie, il rencontre Stephen Malkmus et Bob Nastanovich avec lesquels il emménagera dans le New Jersey ou ils formeront Silver Jews, groupe d'indie rock aux influences folk et country. Les paroles écrites par Berman sont poétiques, abstraites et humoristiques, les thèmes abordés incluent les paysages américains, les femmes perdues, la solitude, la drogue et le suicide.
En 1999, Open City publie Actual Air, recueil de poèmes écrits par Berman. En 2003, David Berman tente de se suicider par overdose de crack, d'alcool et de tranquillisants. Il part ensuite en réhabilitation et se rapproche du judaïsme. Silver Jews part en tournée pour la toute première fois dans les années 2000. Il sera l'unique membre permanent du groupe, qui sera dissout le groupe est dissout en 2009 après avoir produit 6 albums studios entre 1994 et 2008. Il décide alors de se retirer un temps du monde de la musique.
Après une pause de 10 ans, David Berman forme le groupe Purple Mountains et publie un album éponyme en 2019 avec une tournée prévue à partir d'août 2019,.
Le 7 août 2019, David Berman se suicide dans son appartement à Brooklyn à 52 ans. Il a souffert de dépression chronique et résistante aux traitements durant la plupart de sa vie,.

## Postérité
En juin 2025, six ans après sa mort, le livre biographique Au nom du pire est publié. Il retrace la vie de Berman.

## Discographie

### Avec Silver Jews
- 1994 : Starlite Walker
- 1996 : The Natural Bridge
- 1998 : American Water
- 2001 : Bright Flight
- 2005 : Tanglewoods Numbers
- 2008 : Lookout Mountains, Lookout Sea